# Виконово (Ферара)
Виконово је насеље у Италији у округу Ферара, региону Емилија-Ромања.
Према процени из 2011. у насељу је живело 215 становника. Насеље се налази на надморској висини од 5 м.